# Sophie Edelstein
Sophie Jeannine Maxime Edelstein, (Lyon, 4 de abril de 1971) es una artista de circo e ilusionista francesa. Fue la directora artística del Circo Pinder hasta su cierre en 2018. Es más conocida por su papel como jurado del programa La France, a un incroyable talent.

## Trayectoria
Es hija de Gilbert Edelstein, antiguo socio de Jean Richard que se hizo cargo del circo Pinder tras su quiebra en 1983, y del Circo Achille Zavatta. Es hermana de Frédéric Edelstein, domador de animales salvajes, y prima de la actriz estadounidense Lisa Edelstein.
Tras cursar estudios clásicos, optó por unirse al circo familiar, donde actuó durante 15 años junto a Sabah y Delhi, los elefantes del circo Pinder. Después creó un número en el que actuaban caballos junto a los elefantes. Durante una actuación, estuvo a punto de ser aplastada por la pata de un elefante, que le impidió moverse y respirar durante diez minutos. Aunque salió ilesa, empezó a dedicarse a la magia y al ilusionismo y a dedicarse a la dirección artística del Circo Pinder, encargándose de la modernización y actualización de los espectáculos.
De 2006 a 2008 fue miembro del jurado de La France, a un incroyable talent de M6;   en 2006, junto a Gilbert Rozon y Jean-Pierre Domboy (sustituido por Patrick Dupond en 2007). No participó en la temporada 2009, pero volvió a formar parte del jurado junto a Dave, Rozon y Andrée Deissenberg, que se incorporó en la 8ª temporada, desde la 5ª temporada en 2010 hasta la 8ª temporada en 2013.
De agosto de 2011 a julio de 2012, actuó en un espectáculo en el cabaret Le Royal Palace. En términos de asistencia, es el primer cabaret regional de Francia y el tercer cabaret nacional después del Moulin Rouge y el Crazy Horse. En 2012 participó en Pekín Express como pasajera misteriosa.
En 2013, dejó La France, a un incroyable talent y se trasladó a Las Vegas, donde presentó un espectáculo de grandes ilusiones producido por Alex Goude, presentador de M6 y antiguo conductor del programa de talentos.  Más tarde, fue víctima de otro accidente al caer durante los ensayos de un espectáculo para el Le plus grand cabaret du monde, presentado por Patrick Sébastien, se fracturó la mandibula y su voz cambió.
Tras la prohibición del uso de animales en espectáculos de circo en Francia, y la caída de la asistencia de espectadores, en 2018, Edelstein dejó de ser la directora artística debido al cierre del Circo Pinder.